# Greatest!
Greatest! è il quarto album in studio del cantante statunitense Johnny Cash, pubblicato dalla Sun Records il 12 gennaio 1959.

## Storia
È il suo terzo album pubblicato dalla Sun Records, che aveva lasciato l'anno precedente per la Columbia Records. Quando l'album venne pubblicato, Cash aveva già registrato The Fabulous Johnny Cash, il suo primo album per la Columbia. I brani di Greatest! furono registrati dal luglio 1955 al luglio 1958. Sei delle dodici canzoni divennero poi singoli, prima dell'uscita di Greatest!, con Get Rhythm che raggiunse il numero 1 della classifica country e fu quello di maggior successo. L'album è stato ripubblicato il 6 maggio 2003 dalla Varese Sarabande con quattro bonus track, due delle quali sono delle versioni alternative di canzoni già presenti sul LP originale, Hey Good Lookin' e I Forgot to Remember to Forget, mentre le rimanenti due sono dei brani inediti negli USA.

## Tracce
1. Goodbye Little Darlin' Goodbye - 2:14 - (Gene Autry, Johnny Marvin)
2. I Just Thought You'd Like to Know - 2:23 - (Charlie Rich)
3. You Tell Me - 1:48 - (Sam Philips)
4. Just About Time - 2:07 - (Jack Clement)
5. I Forgot to Remember to Forget - 2:09 - (Stan Kesler, Charlie Feathers)
6. Katy Too - 1:57 - (Johnny Cash, Jack Clement)
7. Thanks a Lot - 2:38 - (Charlie Rich)
8. Luther Played the Boogie - 2:03 - (Johnny Cash)
9. You Win Again - 2:18 - (Hank Williams)
10. Hey Good Lookin' - 1:41 - (Hank Williams)
11. I Could Never Be Ashamed of You - 2:14 - (Hank Williams)
12. Get Rhythm - 2:14 - (Johnny Cash)

### Bonus Tracks
1. Fool's Hall of Fame - 2:26 - (Jerry Freeman, Danny Wolfe)
2. I Forgot to Remember to Forget - 2:11 - (Stan Kesler, Charlie Feathers)
3. Hey Good Lookin' - 1:43 - (Hank Williams)
4. Rock and Roll Ruby - 1:42 - (Johnny Cash)

## Musicisti
- Johnny Cash - Voce, Chitarra
- Al Casey - Chitarra
- Luther Perkins - Chitarra elettrica
- Marshall Grant - Basso

### Altri Collaboratori
- Sam Phillips - Produttore
- Jack Clement - Produttore
- Bill Dahl - Produttore per la Riedizione
- Cary E. Mansfield - Produttore per la Riedizione